# Вітторіо Куніберті
Вітторіо Куніберті (італ. Vittorio Cuniberti, 5 червня 1854, Турин - 19 грудня 1913, Рим) - італійський військовик та інженер-кораблебудівник.

## Біографія
Вітторіо Куніберті народився 5 червня 1854 року у Турині. У 1877 році здобув освіту за фахом цивільного інженера в інженерній школі Турина, у 1880 році - за фахом морської інженерії та механіки у Вищій військово-морській школі у Генуї. Того ж року вступив до Корпусу морських інженерів у званні інженера 2-го класу. У 1885 році у званні інженера 1-го класу був призначений у Військово-морський Арсенал у Ла-Спеції.
Вітторіо Куніберті був прихильником заміни вугілля нафтою як палива для військових кораблів. Він розробив та виготовив низку нафтових пальників для котлів, що встановлювались на кораблях. У 1893 році він виїхав до Німеччини, де займався переобладнанням кораблів Рейхсмаріне на нове паливо.
Після повернення до Італії протягом 1895-1896 років був директором з будівництва військових кораблів в арсеналі Неаполя. У 1896 році був переведений до Міністерства військово-морських сил, у 1898 році став членом Комітету Проєктів військових кораблів (італ. Comitato progetti navi). У 1898 році був заступником директора верфі в Таранто, а з 1899 року - директором арсеналу в Кастелламмаре-ді-Стабія і одночасно - керівником Технічного департаменту міністерства військово-морського флоту.
Отримав звання полковника, з 1905 року був директором з будівництва нових кораблів у Неаполі. У 1908 році вирушив до Росії та Туреччини, щоб вивчити рівень військового кораблебудування цих країн. Повернувшись до Італії, працював у Комітеті Проєктів військових кораблів до самої смерті. Помер 10 грудня 1913 року у Римі.

### «Ідеальний лінкор для британського флоту»

«Ідеальний лінкор» Вітторіо Куніберті

На стику XIX і XX століть артилерія лінійних кораблів складалась з гармат головного (зазвичай 305 мм), середнього (233 мм та менше) та малого (менше 100 мм) калібрів. Вважалось, що гармати середнього калібру будуть використовуватись для пристрілки та цілевказання гармат головного калібру. На практиці, проте, вони виявились неефективними. Вони були занадто слабкими проти однотипних ворожих кораблів, не могли пробити їхню броню, але мали велику масу та витрачали значну кількість боєприпасів.
У 1893 році за дорученням Міністерства військово-морських сил Вітторіо Куніберті розпочав роботу над новим легким лінійним кораблем, революційні характеристики якого випереджали свій час. Це мав бути корабель водотоннажністю 8 000 т, з 305-мм бронею, 203-мм гарматами, та паровими турбінами, які б забезпечували швидкість у 23 вузли з дальністю плавання у 15 000 миль на крейсерській швидкості. Корабель не був побудований, але деякі його ідеї були використані при будівництві броненосців типу «Реджина Елена».
Незважаючи на те, шо Куніберті не вдалось повністю реалізувати свої ідеї, вони тепер остаточно увійшли в центр уваги, і він частково висловив їх у деяких статтях в італійських та німецьких журналах. Бойовий корабель майбутнього більше не повинен був бути набором різнокаліберних гармат. Ця концепція показала свою нежиттєздатність під час Цусімської битви. Навпаки, лінкор майбутнього мав були швидким кораблем (до 24 вузлів) з потужним бронюванням. Силова установка мала працювати на нафті, а не на вугіллі, і теж мала бути достатньо захищена. Корабель мав бути озброєний 12 гарматами однакового, і до того ж, великого калібру у 305 мм (а також гарматами малого калібру).
Оскільки в Італії не було ні фінансів, ні політичної волі будувати лінкори нового типу, які пропагував Куніберті, інженеру врешті-решт було дозволено повністю оприлюднити свої теорії, що й сталося в 1903 році зі статтею, опублікованою у британському журналі «Jane's Fighting Ships» під назвою «Ідеальний лінкор для британського флоту» (англ. An ideal Battleship for the British Navy). Стаття справила величезне враження на кораблебудівників усього світу, в тому числі на сера Джона Фішера, який уже шукав подібні відповіді на свої нагальні питання про майбутні лінкори Королівського флоту.
Завдяки Куніберті між морськими експертами з усього світу почалася дискусія, яка стала ще більш гарячою після спуску на воду в 1905 році британського лінкора «Дредноут». Після його появи всі лінкори світу раптово стали застарілими. Перший лорд Адміралтейства сер Вінстон Черчилль навіть назвав їх «п’ятихвилинними кораблями», маючи на увазі, що бій між ними та «Дредноутом» тривав би максимум п'ять хвилин. Так розпочалась ера однокаліберних лінкорів, яка тривала до Другої світової війни, коли головною ударною силою флоту стали авіаносці.

## Нагороди
- Командор Ордена Корони Італії
- Командор Ордена Святих Маврикія та Лазаря